# Kornelia Möller (Pädagogin)
Kornelia Möller (* 12. August 1951) ist eine deutsche Hochschullehrerin und Pädagogin.

## Studium und Referendariat
Kornelia Möller studierte an der Westfälischen Wilhelms-Universität in Münster von 1970 bis 1977 Mathematik, Geographie, Sport, Technik, Pädagogik und Philosophie. 1975 legte sie das Erste Staatsexamen für den Realschulunterricht in Mathematik, Sport und Pädagogik, ein Jahr später das für den Gymnasialunterricht in Erdkunde, Mathematik sowie Sport und begann Referendarausbildung in Recklinghausen. 1978 legte sie das gymnasiale Zweite Staatsexamen in Mathematik, Erdkunde und Leibeserziehung ab und begann ein Diplom- und Promotionsstudium der Technik, Pädagogik, Psychologie an der Pädagogischen Hochschule Westfalen-Lippe, Abt. Münster und an der Westfälischen Wilhelms-Universität Münster. Von 1977 bis 1983 studierte sie Psychologie an der Universität Münster und schrieb von 1978 bis 1981 an ihrer Dissertationsarbeit über „Handlungsintensives Lernen als kindgemäße Lernform im technisch-naturwissenschaftlichen Sachunterricht der Primarstufe – Schwerpunkt Technik. Theoretische Grundlegung und Konkretisierung.“ Sowohl Promotion als auch Dissertation erfolgten mit Auszeichnung. Ihre Habilitation im Fachbereich Physik erfolgte 1990 ebenfalls in Münster mit der Schrift „Zum Denken 9- bis 11jähriger Grundschulkinder über Phänomene und Probleme aus Natur und Technik – Schwerpunkt Technik“.

## Lehrtätigkeit
Seit 1982 war sie in Münster als Wissenschaftliche Mitarbeiterin und Hochschulassistentin tätig. Im September 1990 nahm sie den Ruf an die Universität Bielefeld auf eine C 3-Professur „Theorie und Praxis der Primarstufenlehrerausbildung / Schwerpunkt Didaktik des Sachunterrichts“, an, im August 1993 den an die Universität Münster auf eine C 3-Professur „Didaktik der Lernbereiche Naturwissenschaft / Technik und Gesellschaftslehre“. Zwei Rufe als Ordinaria an die Universitäten Schwäbisch Gmünd und Bamberg lehnte sie ab. Seit 22. Januar 2002 ist geschäftsführende Direktorin des Seminars für Didaktik des Sachunterrichts ihrer Universität.

## Auszeichnungen
Am 12. November 2013 erhielt Möller den mit 50.000 Euro dotierten Hauptpreis des Polytechnik-Preises für die Didaktik der Mathematik, Informatik, Naturwissenschaften und Technik (MINT) der Stiftung Polytechnische Gesellschaft für ihr Projekt Klasse(n)kisten, die im naturwissenschaftlich-technischen Unterricht der Primarstufe eingesetzt werden können.

## Familie
Möller ist verheiratet und hat zwei Söhne.